# 宮城海上保安部
宮城海上保安部（みやぎかいじょうほあんぶ）とは、宮城県の太平洋沿岸を担任水域とする、海上保安庁の海上保安部の一つである。
英語表記はMiyagi Coast Guard Office。庁舎は宮城県塩竈市にある。

## 特徴
宮城県に接する太平洋沿岸を担任水域としており、またその一部を石巻海上保安署と気仙沼海上保安署に分担している。

## 沿革
- 昭和55年：巡視船おしか 就役
- 昭和57年：巡視船ざおう 就役
- 平成7年：巡視艇しまかぜ 就役
- 平成11年：巡視船くりこま 就役
- 平成13年：巡視艇うみぎり 就役
- 平成14年：巡視艇ささかぜ、しらはぎ 就役
- 平成26年：巡視船まつしま 就役

## 組織
- 管理課

- 警備救難課

- 交通課

## 巡視船艇・灯台

### 巡視船
ざおう PLH05（ヘリコプター搭載）
全長：105m
総トン数：3,100トン
くりこま PL06（救難能力強化型）
全長：91.4m
総トン数：1,200トン
まつしま PL74（特別警備隊・警備能力強化）
全長：92m
総トン数：1,250トン
おしか PL126
全長：78m
総トン数：960トン

### 巡視艇
うみぎり PC222
全長：30m
総トン数：75トン
しらはぎ CL125
全長：20m
総トン数：26トン
しまかぜ CL59（石巻海上保安署 配属）
全長：20m
総トン数：26トン
ささかぜ CL60（気仙沼海上保安署 配属）
全長：20m
総トン数：26トン